# Masked Rider
Masked Rider est une série télévisée américaine de 40 épisodes de 22 minutes diffusée entre le 16 septembre 1995 et le 20 novembre 1996 dans le bloc de programmation Fox Kids, adaptée de la série japonaise Kamen Rider Black RX datant de 1989.
Elle est un spin off de la franchise Power Rangers développée par les productions de Haim Saban. Le lancement a été permis grâce aux trois premiers épisodes de la troisième saison de Power Rangers : Mighty Morphin : Un ami dans le besoin (A Friend In Need).

## Synopsis
Le prince de la planète Edenoi, Dex arrive sur Terre où il vit incognito dans une famille d’accueil. Son objectif est de contrer les attaques de son oncle d’Edenoi. Ainsi Dex devient le masked rider et protège la terre des invasions extra-terrestres.

## Distribution
- Ted Jan Roberts (VF : Vincent Barazzoni) : Dex / Masked Rider
- Rheannon Slover (VF : Michèle Lituac) : Molly Stewar
- Ken Merckx (VF : Antoine Tomé) : le Comte Dregon
- Ashton McArn (VF : Natacha Gerritsen) : Albee Stewart
- Jennifer Tung (VF : Élisabeth Fargeot) : Nefaria
- Paul Pistore (VF : Natacha Gerritsen) : Ferbus
- Candace Kita (VF : Sylvie Ferrari) : Barbara Stewart
- David Stenstrom (VF : Alain Flick) : Hal Stewart
- Libby Letlow (VF : Sarah Marot) : Patsy Carbunkle
- Mathew Bates (VF : Paolo Domingo) : Herbie
- Wendee Lee () : Magno
- Jason Narvy () : Combat Chopper
- Steve Kramer (VF : Marc Bretonnière) : Cyclopter
- Michael McConnohie (VF : Joëlle Fossier) : Gork
- Ralph Votrian () : le Roi Lexian

## Épisodes

### Première saison (1995)
1. Le départ (1)
2. Le départ (2)
3. Une leçon de conduite inoubliable
4. Ferbus et les cambioleurs
5. Blattes et compagnie
6. Le champion des jeux vidéo
7. La trahison d'un ami (1)
8. La trahison d'un ami (2)
9. Une visite surprise
10. Une vieille connaissance
11. L'heure de la récré
12. Le rap qui vient de l'espace
13. Un visiteur venu du froid
14. Une crise de jalousie
15. Les nouveaux super-pouvoirs
16. La vague de chaleur
17. Record de vitesse
18. Retour à la nature
19. L'anniversaire de mariage
20. Un nouveau barman
21. Un cobaye récalcitrant
22. L'émission de télé
23. Dex en panne
24. Le nouvel élève
25. Ferbus maximum
26. Les rockeurs de l'espace
27. Le premier Noël de Ferbus

### Deuxième saison (1996)
1. Le gros lot
2. Une collusion fatale
3. Clones et compagnie
4. L'invasion des soucoupes volantes
5. Passager clandestin
6. Les petites voitures
7. La retenue
8. Le rêve devenu réalité
9. Indigestion
10. Un vieux conte de fée
11. La chauve-souris
12. L'invasion de Leawood
13. Au revoir Meferia, bonjour Barbaria

## Commentaires
- À l'image de la franchise Power Rangers, Masked Rider reprend le concept développé par Saban pour adapter les séries tokusatsu au marché américain et par extension, occidental.

Seules les scènes d'actions de Kamen Rider Black RX, la série originale, sont conservées ainsi que des séquences du film Kamen Rider ZO dans le premier épisode (on peut apercevoir brièvement ZO lors du combat contre Dras). Le scénario et les personnages sont eux entièrement originaux afin d'assurer un meilleur accueil et une meilleure identification du public.
- Ted Jan Roberts, l'interprète de Dex, Masked Rider en civil, a été champion junior de karaté aux États-Unis.
- Tout comme le général Zedd ou Alpha 5 de Power Rangers : Mighty Morphin, Ferbus est un personnage original créé pour l'adaptation américaine. Son design est proche des peluches Furby, sorties en 1998.
- Contrairement à Power Rangers, cette adaptation fut mal vue par la Ishimori Pro.